# The Nerves
The Nerves fue una banda de rock originaria de Los Ángeles, formada por el guitarrista Jack Lee, el bajista Peter Case y el baterista Paul Collins. Todos componían las canciones y las cantaban. Realizaron una extensa gira por los Estados Unidos y Canadá, incluyendo fechas con The Ramones, y presentaciones para las tropas de la "United Services Organization" (USO). Su canción más reconocida es "Hanging on the Telephone", de 1976.

## Formación
- Jack Lee (guitarra)
- Peter Case (bajo)
- Paul Collins (batería)

## Discografía

### Estudio
- 1976 - Jack Lee, Paul Collins, Peter Case (Offence Records)
- 2008 - One Way Ticket (Alive Records)
- 2009 - Live! At The Pirate's Cove (Alive Records)

### EP
- 1976 - The Nerves (Bomp! Records)